# Dvärgvävare
Dvärgvävare (Ploceus luteolus) är en afrikansk fågel i familjen vävare inom ordningen tättingar.

## Kännetecken

### Utseende
Dvärgvävaren är en mycket liten (10-11 cm) medlem av familjen, med kortare och knubbigare näbb än den något större arten smalnäbbad vävare och hos hanen citrongul, ej orangegul, undersida. Jämfört med nordlig maskvävare och mindre maskvävare är den mindre, med mörka ögon och en tydlig kil ovanför ögat i den tydligt markerade svarta ögonmasken. Hona och hane utanför häckningstid saknar särskilda karaktärstecken och känns bäst igen på liten storlek och knubbig näbb.

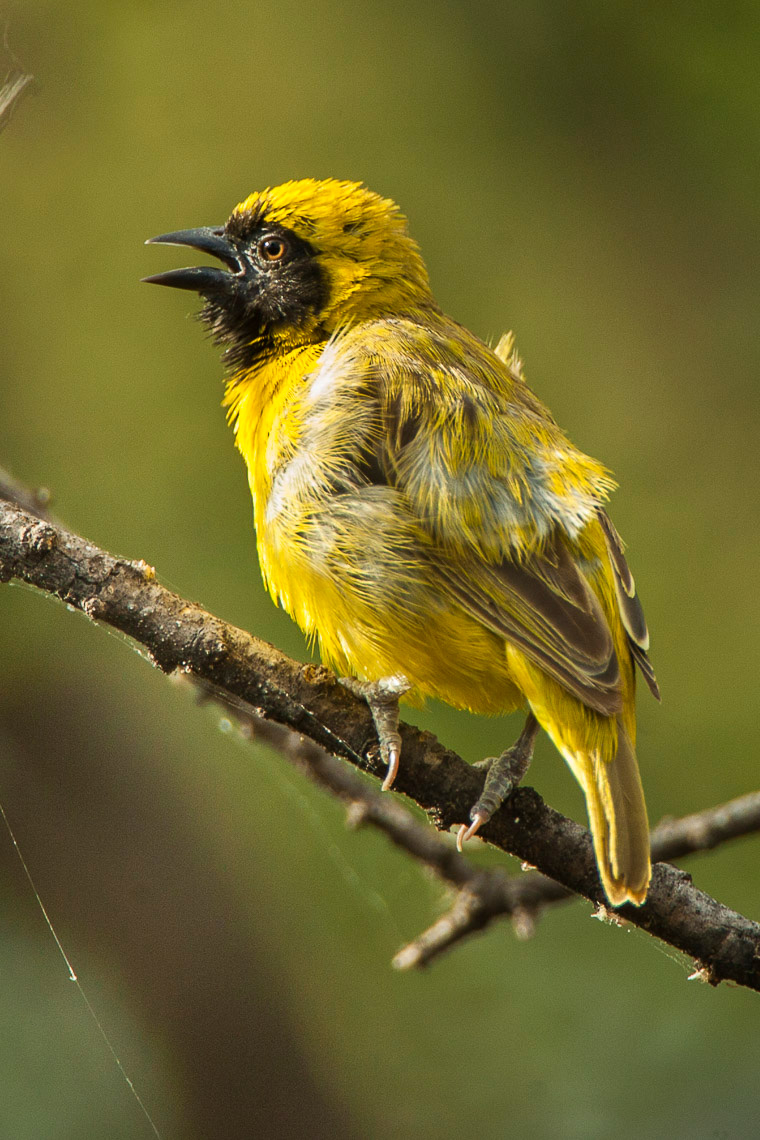
Dvärgvävare i Kenya.

### Läten
Sången består av högfrekventa gnisslande och skrockande läten, medan kontaktlätet är ett mjukt "seep". Hanen darrar inte med vingarna under sången som flera andra vävararter.

## Utbredning och systematik
Fågeln förekommer från södra Mauretanien samt Senegal och Gambia österut till södra Sudan, Sydsudan, Eritrea och Etiopien samt vidare till nordöstra Demokratiska republiken Kongo, Uganda, västra Kenya och norra Tanzania. Den behandlas antingen som monotypisk eller delas in i två underarter med följande utbredning:
- Ploceus luteolus luteolus – Mauretanien, Senegal och Gambia till Eritrea, Etiopien och norra Kenya
- Ploceus luteolus kavirondensis – Uganda, västra Kenya och nordvästra Tanzania

Tillfälligt har den setts i Kanarieöarna, men den anses osannolikt att den nått dit på naturlig väg.

## Levnadssätt
Dvärgvävaren hittas på savann och i skogslandskap med inslag av akacior. Den ses enstaka eller i små sällskap, ibland i artblandade grupper. Fågeln lever av frön och insekter som fjärilslarver och skalbaggar.

## Status och hot
Arten har ett stort utbredningsområde och en stor population med stabil utveckling och tros inte vara utsatt för något substantiellt hot. Utifrån dessa kriterier kategoriserar internationella naturvårdsunionen IUCN arten som livskraftig (LC). Världspopulationen har inte uppskattats men den beskrivs som ovanlig till vanlig.